# Rektion
Rektion (von lateinisch regere ‚beherrschen‘) ist ein Begriff der Grammatik und bezeichnet eine Beziehung zwischen einem Wort (Regens) und einem von ihm abhängigen, regierten Satzteil (Dependens, seltener Rektum). Der klassische Begriff der Rektion orientiert sich an der Beziehung zwischen einem Verb und seinem grammatischen Objekt: Das Verb fordert an seinem Objekt ein bestimmtes Kasusmerkmal, regiert also diesen Kasus bzw. dieses Objekt (z. B. „[jemandem]Dat helfen“). Man spricht auch von der „Zuweisung“ oder der „Überprüfung“ eines Kasusmerkmals. Ausgehend von diesem typischsten Fall wird der Rektionsbegriff auf weitere, ähnlich gelagerte Fälle angewandt, vor allem auf die Ergänzungen von Präpositionen und Adjektiven.
In sprachwissenschaftlichen Theorien ist der Rektionsbegriff noch weiter verallgemeinert bzw. umgedeutet worden. In der Generativen Grammatik erscheint Rektion als rein strukturelle Beziehung (entkoppelt von Kasus- oder Merkmalszuweisung). Umgekehrt (aber weniger verbreitet) findet sich in manchen germanistischen Arbeiten ein Rektionsbegriff, der auf eine Abhängigkeit im Auftreten von Merkmalen abgestellt ist (entkoppelt von strukturellen Beziehungen). In der Dependenzgrammatik wird die stark verallgemeinerte syntaktische Beziehung, mit der dort alle Satzstrukturen aufgebaut werden, ebenfalls als eine Beziehung zwischen „Regens“ und „Dependens“ formuliert; diese Beziehung heißt dort aber nicht Rektion, sondern eben Dependenz.

## Rektion als Kasuszuweisung
In der traditionellen Grammatik hat der Begriff Rektion eine vergleichsweise enge Bedeutung und bezeichnet die Zuweisung eines Kasus an die grammatische Ergänzung eines regierenden Wortes. Zum Beispiel regiert das Verb bestellen den Akkusativ seines Objektes, das Verb geben regiert ein Akkusativ- und ein Dativobjekt (siehe unter Objekt (Grammatik) für weitere Beispiele):
- Er bestellte Akk[einen Pfannkuchen].
- Er gab Dat[dem Kellner] Akk[einen Hunderter].

In paralleler Weise ist Kasus an den Ergänzungen anderer Wortarten zu beobachten, zum Beispiel:
- Dativ-Ergänzung bei einer Präposition: mit Dat[einem kleinen Salat]
- Genitiv-Ergänzung bei einem Adjektiv: Gen[seines Daseins] überdrüssig
- Genitiv-Ergänzung bei einem Substantiv: ein Teil Gen[des Geldes]

Der traditionelle Rektionsbegriff wird angesichts derartiger Erscheinungen jedoch uneinheitlich verwendet. Dass auch Präpositionen und Adjektive ihre Ergänzungen regieren, wird generell anerkannt, wenngleich Verben oft als der typischste Fall genannt werden. Bei Verben wird teilweise das Nominativsubjekt nicht als regiert angesehen, teilweise aber doch in einem „erweiterten Rektionsbegriff“ einbezogen (der Nominativ wird dann jedoch nicht vom Verb als solchem, sondern von der finiten Form des Verbs regiert). Ein Präpositionalobjekt des Verbs (z. B. „[auf jemanden] warten“) wird gleichfalls manchmal nur als Rektion in einem erweiterten Sinn eingeordnet.
Eine Genitiv-Ergänzung bei einem Substantiv (Genitivattribut), wird manchmal aus dem Begriff Rektion ausgeschlossen, manchmal explizit eingeschlossen.
Zu beachten ist, dass Kasus nicht immer aufgrund von Rektion erscheinen muss. Rektion ist zu unterscheiden von Kasus-Kongruenz (einer Übereinstimmungsregel), wie etwa bei Prädikativa (siehe Prädikativum #Der Kasus von substantivischen Prädikativa). Weitere Fälle von unregiertem Kasus sind Adverbialkasus und der freie (absolute) Nominativ (im Deutschen auch in der Anrede).

## Statusrektion
Analog zum Begriff der Kasusrektion werden infinite Verbformen, die von Hilfsverben verlangt werden, auch als Fall von Rektion beschrieben. Gunnar Bech (1955) prägte dafür den Begriff „Statusrektion“, da die verschiedenen Infinitivformen von ihm als „verbaler Status“ bezeichnet wurden. Bei diesen durch Rektion zugewiesenen Infinitivmerkmalen handelt es sich um:
- den bloßen Infinitiv auf -en,
- den Infinitiv mit zu
- oder die sogenannte Partizipform.

Beispiele sind die beiden Varianten des Hilfsverbs werden als Passiv- und als Futurhilfsverb. Dass es sich hier um zwei verschiedene Hilfsverben handelt, sieht man nur daran, dass sie verschiedene Merkmale regieren, d. h., dass dem begleitenden Vollverb unterschiedliche Infinitivformen zugewiesen werden:
Passiv: verlangt die Partizipform am Vollverb (Bech: „3. Status des Infinitivs“)
„ob er von jemandem angezeigt wird“
Futur: verlangt den bloßen -en-Infinitiv (Bech: „1. Status“)
„ob er den Mann anzeigen wird“

## „Genus-Rektion“: ein merkmalsbasierter Rektionsbegriff
Teilweise wird in germanistischer Literatur – maßgeblich in Eisenbergs Grundriss der deutschen Grammatik (2020 und frühere Auflagen) – eine weiter gefasste Definition von Rektion benutzt als sie sonst üblich ist:
- „Eine Konstituente f1 regiert eine Konstituente f2, wenn ein Formmerkmal von f2 durch syntaktische Kategorien von f1 festgelegt ist.“

Damit ist gemeint, dass Rektion schon dann vorliege, wenn ein Flexionsmerkmal an einem begleitenden Ausdruck (f2) auftaucht und dies durch eine festliegende lexikalische Eigenschaft des anderen Ausdrucks f1 bedingt ist (keine Rektion liege vor bei einem Merkmal, das auch bei f1 selbst im Flexionsparadigma variabel ist). Hierdurch wird Rektion weiter und zugleich Kongruenz enger gefasst als sonst. Es ergibt sich ein Rektionsbegriff, der auf das Auftreten grammatischer Merkmale allein abgestellt ist, hingegen die Art der syntaktischen Beziehung offenlässt.
Diese Definitionsvariante führt zu der Konsequenz, dass in der Beziehung zwischen Substantiv und attributivem Adjektiv von Rektion des Genus-Merkmals beim Adjektiv gesprochen wird, nicht wie sonst meistens von Kongruenz des Adjektivs – denn das Substantiv (f1) hat festliegendes Genus, nicht Genusflexion. In der folgenden Darstellung wird dies durch Pfeile für Rektion symbolisiert, mit der Doppeltilde ≈ für gleichzeitige Kongruenz:
```
gut-er
        ←(masc.)←    
Wein
masc

 +(nom., sg.)      ≈        +(nom., sg.)
```

Diesem Rektionsbegriff folgen die Online-Grammatik des IDS unter grammis.de, wie auch zuvor schon die Grammatik von Zifonun et al. (1997), sowie einige deutsche Lehr- und Nachschlagewerke. Er steht allerdings im Konflikt mit der Literatur zum grammatischen Genus, wo standardmäßig als Definitionskriterium für das Vorliegen eines Genussystems formuliert wird, dass „Genuskongruenz“ existiert, gerade auch zwischen Adjektiv und Substantiv. Dementsprechend findet man als englische Übersetzung des Begriffs „Genusrektion“ tatsächlich gender agreement (= Genus-Kongruenz) angegeben, nicht gender government (= Rektion).
Mehrheitlich wird bei dem oben gezeigten Beispiel also stattdessen Kongruenz auch beim Genus angesetzt. Die Definition ist dann, dass es sich um Kongruenz handelt, wann immer ein Ausdruck das Merkmal, das er an einem anderen kontrolliert, auch selbst trägt. Ein Kongruenzmerkmal kann sich so auch in mehreren Schritten im Satz ausbreiten. Beispielsweise stimmt im Russischen erst das Adjektiv mit dem Substantiv im Genus überein, dann mit dieser ganzen Nominalphrase ggf. auch die Vergangenheitsform des Verbs. Die Rektion ist im Gegensatz dazu normalerweise eine Eigenschaft, die sich „verbraucht“, sobald ein Regens mit einem Rektum zusammentrifft; dies ist in der alternativen Rektionsdefinition also nicht mehr der Fall.
Der übliche Rektionsbegriff wird außerdem an das Vorliegen einer Valenz- bzw. Dependenz-Beziehung geknüpft, so dass immer nur ein Regens Merkmale eines syntaktisch von ihm abhängigen Ausdrucks (Dependens) regieren kann (wogegen in Eisenbergs Variante auch die umgekehrte Richtung möglich wird).

## Rektion in der generativen Grammatik
In Syntaxtheorien der Generativen Grammatik (etwa der Government-Binding-Theorie) bezeichnet man als Rektion eine rein strukturelle Beziehung zwischen zwei Einheiten im Satz, die mit Kasuszuweisung einhergehen kann, aber nicht muss.

### Rektion als strukturelle Beziehung
Die Rektionsbeziehung kann anhand des im Bild angegebenen Strukturbaums erläutert werden. Die Präposition mit hat hier als Ergänzung (Komplement) die Wortgruppe einem Salat aus dem Garten. Diese bildet eine Nominalphrase oder „Substantivgruppe“ (NP), da ihr Kopf, d. h. ihr Kernbestandteil, das Nomen (= Substantiv) Salat ist.

Baumdiagramm einer PP mit eingebetteter komplexer NP

Von „Salat“ hängt seinerseits eine weitere Wortgruppe ab, die die Präposition „aus“ als Kopf hat, mithin eine Präpositionalphrase (PP). Diese ist also ein Attribut zum Nomen „Salat“. In der angegebenen Struktur herrscht nun eine Rektionsbeziehung (blauer Pfeil) zwischen der Präposition mit und der Nominalphrase um das Nomen Salat, denn diese Einheiten erfüllen die Anforderungen der folgenden Definition (eine vereinfachte Formulierung der in der Government-Binding-Theorie üblichen Form):
Rektion
Ein Ausdruck α regiert einen Ausdruck β genau dann, wenn gilt:
1. α ist ein Kopf
2. Die Phrase, deren Kopf α ist, enthält auch β
3. Es gibt keinen weiteren Kopf zwischen α und β, dessen Phrase β auch schon enthalten würde.

Die letzte Bedingung ist nötig, um Rektionsbeziehungen im Satz auf bestimmte Distanzen einzuschränken. Im angegebenen Beispiel gilt nun folgendes:
- Wählen wir als α die Präposition „mit“ (das obere P0) und als β die NP[dat.] mit dem Kopf N0 = „Salat“. Dann regiert die Präposition „mit“ die NP, denn (i) diese Präposition ist ein Kopf (d. h. ein P0), (ii) der eine Phrase erzeugt (PP), die die NP enthält und (iii) es ist kein anderer Kopf dazwischen, der die gleiche Eigenschaft hat.
- Wählen wir wieder als α die P0 „mit“, doch als β nun die NP mit dem Kopf N = „Garten“. Dann regiert die Präposition die NP „dem Garten“ nicht. Denn zwar sind die Bedingungen (i) und (ii) wieder erfüllt, aber zwischen „mit“ und „dem Garten“ befindet sich die Präposition „aus“, und deren PP enthält die NP „dem Garten“ auch schon (grauer Kasten). Es herrscht eine Rektionsbeziehung zwischen „aus“ und „dem Garten“, aber nicht mit der oberen Präposition „mit“. Letztere kann also nicht in den grau gezeichneten Bereich hineinregieren.

### Rektion und Kasuszuweisung
Im obigen Beispiel sind die regierenden Köpfe, die Präpositionen, Kasuszuweiser, sie vergeben beide einen Dativ an ihre Ergänzung. Kasuszuweisung wird nun als ein Prozess verstanden, der möglich ist, wenn eine Rektionsbeziehung in der Struktur besteht, und wenn der Kopf einen Kasus vergibt. Die obige Definition stellt also auch sicher, dass die NP dem Garten ihren Dativkasus nur von aus bekommen kann, nicht von einer weiter entfernten Präposition.
Der Kasus ist soweit ein Merkmal der regierten NP als ganzer. Zusätzliche Regeln der Merkmals-Weitergabe innerhalb einer Phrase sorgen dafür, dass Phrasenknoten (NP) und Kopf (N) in ihren Merkmalen übereinstimmen („Perkolation“ eines Merkmals), und ferner, dass andere Bestandteile innerhalb der NP wie Artikel und Adjektive mit diesem Kasusmerkmal ebenfalls übereinstimmen können (Kongruenz). (Siehe für letzteres unter Kongruenz (Grammatik) #Abgrenzung: Kongruenz und Rektion). — Die Artikel und Adjektive innerhalb der NP, die das Kasusmerkmal sichtbar tragen, werden jedoch als solche nicht von außen regiert.

### Rektion ohne Kasuszuweisung
Rektionsbeziehungen ohne Kasuszuweisung werden in der generativen Syntax z. B. benutzt um die Grammatik von gebundenen Pronomina oder leeren Kategorien zu modellieren, also v. a. in der Bindungstheorie und im Empty-Category-Principle (ECP) der Government-Binding-Theorie. Ein Beispiel ist die Analyse des Passivs: Hier wird das Nominativsubjekt des Passivsatzes als Verbergänzung aufgefasst, die weiterhin im Wesentlichen (d. h. in der Tiefenstruktur) ein Objekt ist, und auch die Rektionsbeziehung mit der Objektposition im Satz besteht fort. Aber das passivierte Verb kann seinem Objekt keinen Kasus mehr zuweisen, daher wird das Passiv-Objekt an die Stelle eines Nominativsubjekts „angehoben“. Somit sind Rektion und Kasuszuweisung für Verb und Objekt hier getrennt.